# Urbane Landassel

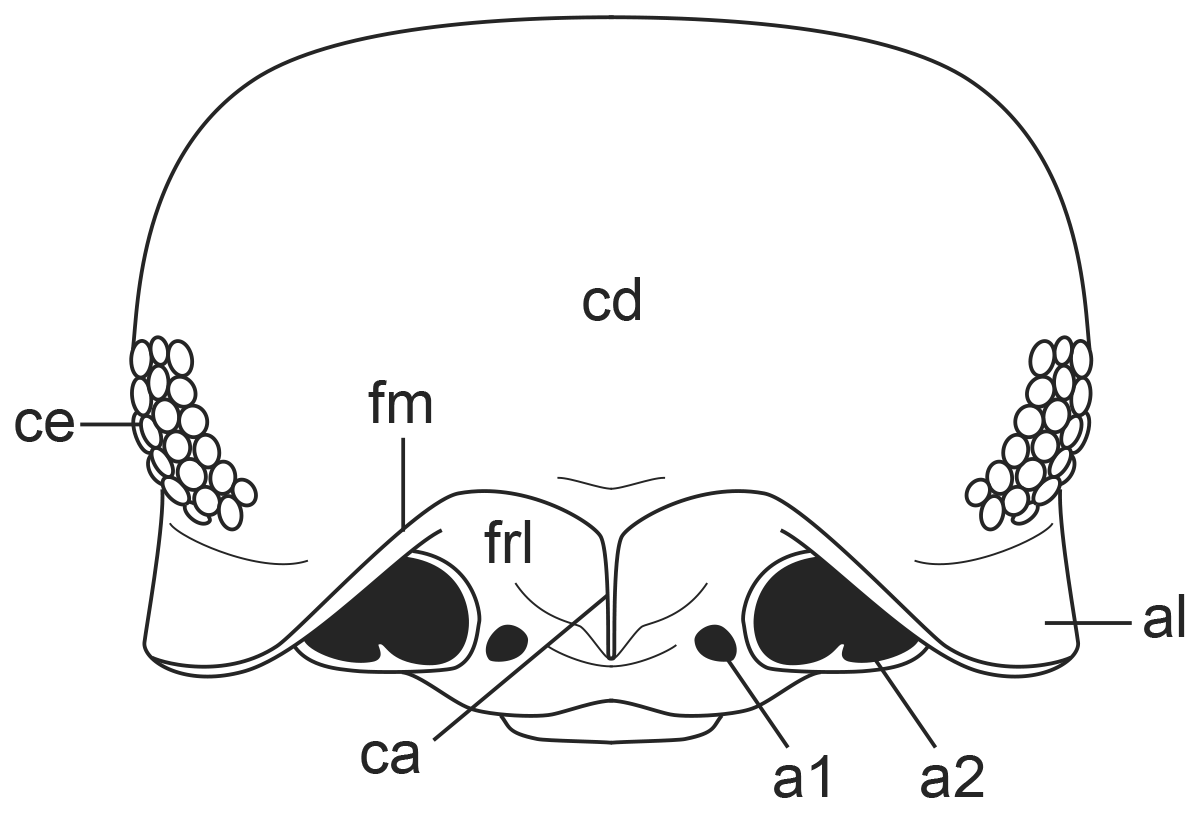
Zeichnung des Kopfes: al = Seitenlappen, ce = aus Ocellen bestehendes Komplexauge, cd = Stirnplatte ohne Stirndreieck, fm = Mittellappen, der im Bereich der Carina (ca) und der frontalen Lamina (frl) spitz dreieckig ausgezogen ist, a1 & a2 = Ansätze der beiden Antennenpaare

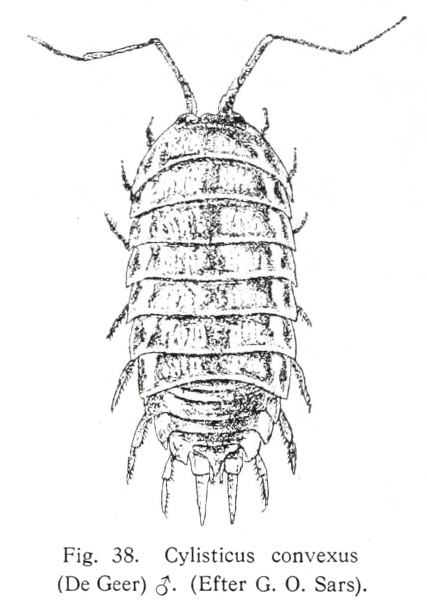
Eine weitere Zeichnung von Cylisticus convexus

Die Urbane Landassel (Cylisticus convexus) ist eine Art der Landasseln. Die ursprünglich in Europa verbreitete Art wurde auch nach Nordamerika und vereinzelt in andere Teile der Welt eingeschleppt.

## Merkmale
Die Körperlänge beträgt 10–16 mm. Der schiefergraue, graubraune, bräunliche oder weinrote Körper ist glatt, ausgestreckt lang oval geformt und der Hinterleib (Pleon) ist nicht schmaler als die Brust (Cephalothorax). Jederseits der Rückenmitte ist die Art hell gestrichelt. Eine Marmorierung kann, muss aber nicht vorhanden sein. Die Hinterecken des 1. Segments (1. Pereiomer) sind spitz ausgezogen. Cylisticus convexus kann sich zu einer unvollständigen Kugel zusammenrollen, bei der die Uropoden und Antennen hervorragen. Diese Kugel wird auch als Tonnenkugel bezeichnet.
Die Fühlergeißel besteht aus 2 Segmenten. Die Seitenlappen am Kopf sind deutlich erkennbar. Der Mittellappen am Kopfvorderrand ist spitz dreieckig geformt, ein Stirndreieck ist nicht vorhanden. Die Augen bestehen aus mehr als 5 Ocellen.
Bei den langen und schmalen Uropoden am Körperende ist der abgeflachte Außen-Ast (Exopodit) länger und breiter als der Innen-Ast (Endopodit). Das Grundglied der Uropoden trägt keinen Fortsatz. Das ebenfalls am Körperende liegende Telson ist spitz zulaufend.
Das 7. Laufbeinpaar der Männchen weist wie bei den Porcellio-Arten keine Modifikationen auf. Die Art besitzt wie die Trachelipus-Arten 5 Trachealsysteme. Alle Pleopoden besitzen Trachealfelder.

### Ähnliche Arten
Im Körperbau sowie der Form der Uropoden, Hinterecken des 1. Segments, Seitenlappen und Augen ähnelt die Art Porcellio montanus, Porcellio monticola, Porcellio scaber, Porcellio spinicornis, Trachelipus nodulipes, Trachelipus rathkii und Trachelipus ratzeburgii. Gerade die Kellerassel (Porcellio scaber) ist im Bau ähnlich, da bei beiden Arten der Mittellappen spitz zuläuft. Weinrote Exemplare von Cylisticus convexus sind farblich dagegen unverwechselbar von Porcellio- und Trachelipus-Arten.
Durch das unvollkommene Kugelungsvermögen unterscheidet sich die Art jedoch von allen zuvor genannten Arten. Auch Porcellium conspersum, Porcellium collicola und Porcellium fiumanum können sich zu unvollständigen Kugeln zusammenrollen, unterscheiden sich aber stärker im sonstigen Bau. Das Telson von Porcellium conspersum ist z. B. zungenförmig gerundet.
Von den „echten“ Rollasseln der Gattung Armadillidium unterscheidet sich C. convexus durch mehrere Merkmale. Zum einen können sich die Armadillidium-Arten zu vollständigen Kugeln zusammenrollen, bei denen die Antennen nicht hervorragen, außerdem sind ihre Uropoden plattenförmig verbreitert und nicht lang. Auch Eluma caelata unterscheidet sich durch die plattenartigen Uropoden und die nur zwei Paare von pleopodalen Lungen.
Die Oberfläche von Cylisticus convexus wirkt häufig auch glatter als die der anderen genannten Arten, dies sollte als Unterscheidungsmerkmal jedoch nicht herangezogen werden, da es ungenau ist. Insgesamt gilt Cylisticus convexus als leicht zu bestimmen, da Verwechslungen bei lebenden Tieren kaum möglich sind.

## Verbreitung
Das Verbreitungsgebiet der Art liegt in Europa östlich bis in den Kaukasus und nach Kleinasien. Verschleppt wurde die Art auch nach Nordamerika, Mexiko, Argentinien und Nordafrika.
In Europa ist die Art im Westen in Irland, Großbritannien, Frankreich, Belgien, Luxemburg und dem äußersten Südwesten der Niederlande verbreitet. Eine vereinzelte Sichtung ist auch aus dem Norden Spaniens bekannt. Weiter östlich lebt die Art in Deutschland, Italien, der Schweiz (hier nur sehr vereinzelt), Österreich, Polen, Tschechien und darüber hinaus bis zum Kaukasus und in die Türkei. In Nordeuropa lebt die Art im Süden von Norwegen und Schweden (hier vor allem in den küstennahen Gebieten) und im südlichen bis mittleren Finnland. In Russland dringt die Art östlich bis nach Sibirien vor.
Eingeschleppt findet sich die Art auch in Amerika. Hier ist sie weit verbreitet im südlichen Kanada und großen Teilen der Vereinigten Staaten, aber vor allem im Nordosten und Osten des Staates. Trotzdem kommt sie auch im zentralen Nordamerika, entlang der Westküste oder an der Südküste Mississippis vor. Auch nach Mexiko und Argentinien wurde die Art verschleppt. In der Alten Welt wurde die Art nach Nordafrika und das Grenzgebiet von Iran und Irak verschleppt. Weitere Verschleppungen sind möglich.
In Deutschland ist die Art vor allem in den südlichen und mittleren Landesteilen verbreitet, kommt überall aber eher vereinzelt und nicht flächendeckend vor. Die einzigen Bundesländer, aus denen es gar keine Nachweise gibt, sind Bremen und das Saarland. Aus Hamburg und Thüringen gibt es nur jeweils einen Fund, der in beiden Fällen vor 1920 erfolgt ist. Auch die Funde aus Schleswig-Holstein und Mecklenburg-Vorpommern sind alle älter als von 1940 mit Ausnahme der Funde auf Helgoland, die von 1977 stammen. Neuere Funde gibt es vor allem aus Hessen, Baden-Württemberg, Bayern, Sachsen-Anhalt und Brandenburg, aber auch aus dem Süden Niedersachsens und Sachsen.
In Hessen ist die Art auch synanthrop nicht häufig, auffallend ist das seltene Auftreten nördlich des Rhein-Main-Tieflandes.
Die Art gilt in Deutschland als ungefährdet.

## Lebensraum
In Mitteleuropa lebt die Art fast ausschließlich an durch den Menschen beeinflussten (synanthropen) Standorten, wie Mülldeponien, alten Steinbrüchen, Gärten, Baumschulen, Anlagen, Dunghaufen, Kellern und Friedhöfen. Sie scheint feuchtigkeitsliebend (hygrophil) zu sein.
Auf den Britischen Inseln kommt die Art sowohl in spärlich bewachsenen seminatürlichen Küstenhabitaten wie auch an synanthropen Stellen im Inland vor. Küstenhabitate beinhalten „weiche“ Klippen, unstabiles Geröll, Kiesstrände, Erosionsbänke und Salzmarschen. Im Inland kolonisiert die Art häufig Abstellgleise und Bahndämme, stillgelegte Steinbrüche, zerstörte Kohlebergwerke, Farmgelände, urbanes Brachland, Mülldeponien, Kirchhöfe und Gärten.
Die Art wird häufig unter Steinen, Totholz, Strandgut und Schutt gefunden.

## Lebensweise

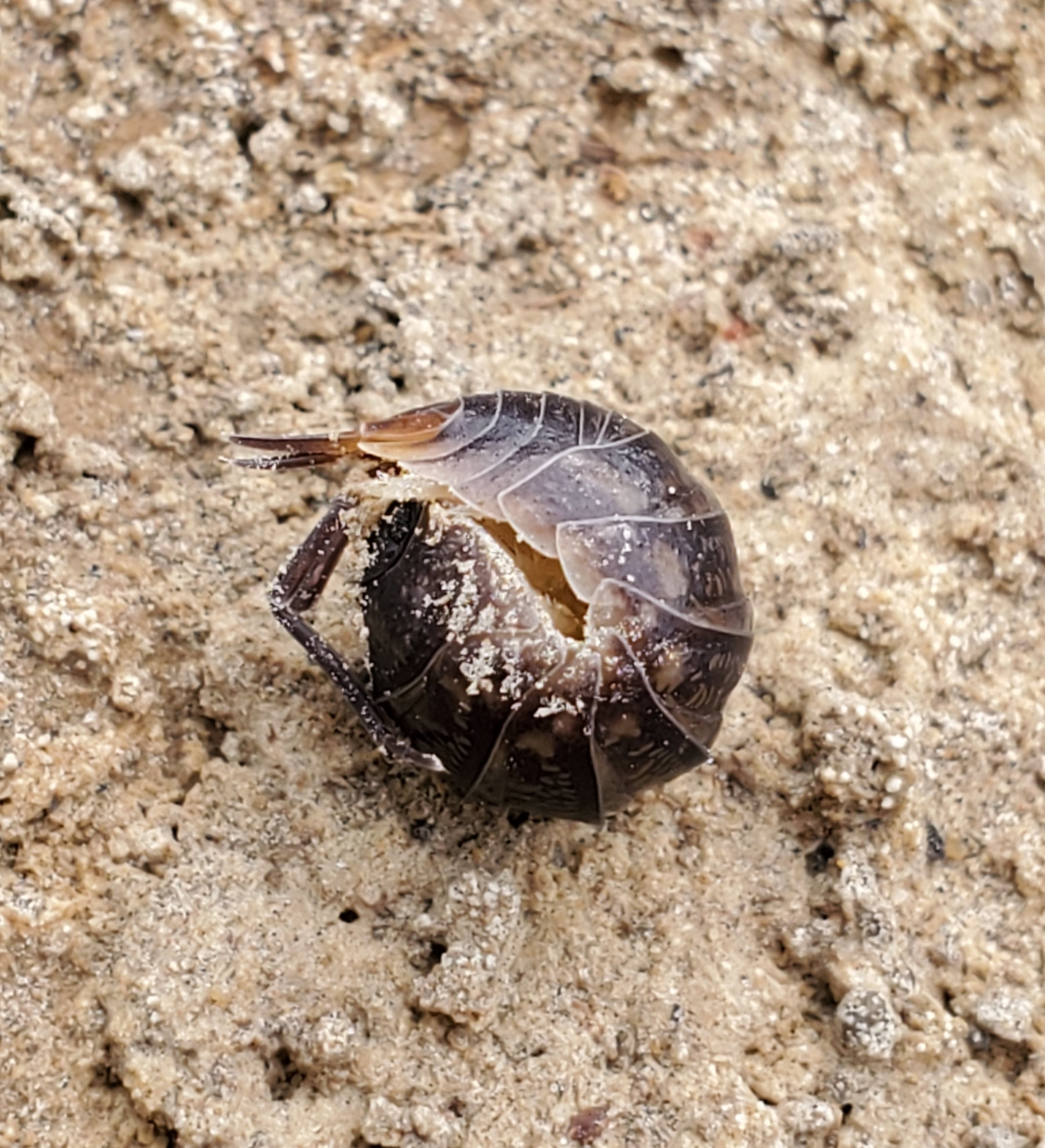
Cylisticus convexus nach dem Einrollen (unvollständig, zur Tonnenkugel)

Bei Störung läuft die Art schnell. Wird sie in die Hand genommen, rollt sie sich zu einer unvollständigen, leicht abgeflachten Kugel zusammen, bei der die Uropoden und Antennen hervorstehen. Meistens wird sie vom Frühling bis zum Herbst gefunden.
Cylisticus convexus ist häufig vergesellschaftet mit Hyloniscus riparius, Trichoniscus pusillus, Haplophthalmus danicus, Haplophthalmus mengii, Porcellio scaber und Armadillidium nasatum.

## Taxonomie
Die Art wurde von Carl De Geer 1778 unter dem Namen Oniscus convexus erstbeschrieben. Weitere Synonyme lauten Cylisticus laevis Schnitzler, 1852, Porcellio armadilloides Lereboullet, 1853 und Porcellio spinifrons Brandt, 1833, Cylisticus armadilloides und Cylisticus spinifrons.